# Insurgencia en Tailandia
La insurgencia en Tailandia fue una guerra de guerrillas que duró desde 1965 hasta 1983, librada principalmente entre el Partido Comunista de Tailandia (CPT) y el gobierno de Tailandia. El conflicto declinó en 1980 tras la declaración de amnistía y en 1983 el CPT había abandonado la insurgencia.

## Contexto
En 1927, el comunista chino Han Minghuang intentó crear una organización comunista en Bangkok antes de ser arrestado. Ho Chi Minh visitó el norte de Tailandia al año siguiente, intentando organizar soviets en las comunidades vietnamitas locales. A raíz de la revolución siamesa de 1932, el primer ministro conservador Phraya Manopakorn Nititada acusó a su oponente político, Pridi Banomyong, de ser comunista y poco después se aprobó una ley que criminalizaba el comunismo.
Durante la Segunda Guerra Mundial, los comunistas formaron una alianza con el Movimiento Tailandés Libre. En 1946, Pridi Banomyong asumió el cargo, derogando la Ley Anticomunista de 1933 y estableciendo relaciones diplomáticas con la Unión Soviética.
En 1949, el intento de Pridi Phanomyong de regresar al poder después del golpe de Estado de 1947 fue aplastado. La supresión de la "rebelión palaciega" convenció a la dirección del CPT de que debían realizarse mejores preparativos para que una futura rebelión tuviera éxito.
El fracaso de la Rebelión por la Paz de 1952 fue seguido por la Ley Anticomunista del 13 de noviembre de 1952. El acto fue provocado por la participación espontánea de un pequeño número de miembros del partido comunista en la rebelión.
Durante el transcurso de la guerra de Corea, el CPT continuó almacenando armamento en áreas rurales y haciendo preparativos generales para la lucha armada. Al mismo tiempo, el CPT formó el Comité de Paz de Tailandia, un movimiento pacifista que opera principalmente en áreas urbanas. El Comité de Paz contribuyó a la expansión del CPT y al aumento del sentimiento antiamericano en el país.
En 1960, Vietnam del Norte creó un campo de entrenamiento para voluntarios tailandeses y laosianos en la provincia de Hòa Bình, Vietnam. Un total de 400 personas asistieron al campamento en su primer año de funcionamiento.
Ideológicamente, el CPT se alineó con el maoísmo y durante la ruptura sino-soviética el partido se puso del lado del Partido Comunista de China. En octubre de 1964, la organización declaró su posición en un mensaje de felicitación con motivo del 15.º aniversario de la fundación de la República Popular China, y al mes siguiente un grupo de comunistas tailandeses formó el Movimiento por la Independencia de Tailandia en Pekín, China.
El 8 de diciembre de 1964, el Movimiento por la Independencia de Tailandia emitió un manifiesto exigiendo la expulsión del personal militar estadounidense de Tailandia y pidiendo un cambio de régimen. Posteriormente, el manifiesto también fue transmitido por Radio Pekín. El ex oficial del Real Ejército Tailandés Phayon Chulanont estableció el Frente Patriótico Tailandés, otra organización comunista tailandesa, el 1 de enero de 1965. Los dos partidos formaron el Frente Patriótico Unido de Tailandia el 15 de diciembre de 1966. Los miembros de las tribus de las colinas, así como las minorías étnicas china y vietnamita, formaron la columna vertebral del movimiento.

## Conflicto
A principios de la década de 1950, un grupo de 50 comunistas tailandeses viajó a Beijing, donde recibieron capacitación en ideología y propaganda. En 1961, pequeños grupos de insurgentes del Pathet Lao se infiltraron en el norte de Tailandia. Se organizaron células locales del partido comunista y se enviaron voluntarios a campos de entrenamiento de China, Laos y Vietnam del Norte, donde la formación se centró en la lucha armada y las tácticas de terror para combatir el capitalismo en la región. Entre 1962 y 1965, 350 ciudadanos tailandeses se sometieron a un curso de formación de ocho meses en Vietnam del Norte. Inicialmente, las guerrillas poseían solo un número limitado de fusiles de chispa, así como armas donadas de China y otras dejadas por las administraciones coloniales francesa y japonesa. En la primera mitad de 1965, los rebeldes pasaron de contrabando aproximadamente 3.000 armas de fabricación estadounidense y 90.000 cartuchos de munición desde Laos. El envío, originalmente suministrado a las Fuerzas Armadas Reales de Laos apoyadas por Estados Unidos, se vendió en cambio a contrabandistas que, a su vez, intercambiaban las armas con el CPT.
Entre 1961 y 1965, los insurgentes llevaron a cabo 17 asesinatos políticos. Evitaron la guerra de guerrillas a gran escala hasta el verano de 1965, cuando los militantes comenzaron a enfrentarse a las fuerzas de seguridad tailandesas. Durante ese período se registraron un total de 13 enfrentamientos. La segunda mitad de 1965 estuvo marcada por otros 25 incidentes violentos, ya partir de noviembre de 1965, los insurgentes del CPT comenzaron a emprender operaciones más elaboradas, incluida una emboscada a una patrulla de la policía tailandesa en las afueras de Mukdahan, en ese momento en la provincia de Nakhon Phanom.
La insurgencia se extendió a otras partes de Tailandia en 1966, aunque el 90 por ciento de los incidentes relacionados con la insurgencia ocurrieron en el noreste del país. El 14 de enero de 1966, un portavoz del Frente Patriótico Tailandés pidió el inicio de una "guerra popular" en Tailandia. La declaración marcó una escalada de violencia en el conflicto y, a principios de abril de 1966, los rebeldes mataron a 16 soldados tailandeses e hirieron a otros 13 durante los enfrentamientos en la provincia de Chiang Rai. Un total de 45 miembros del personal de seguridad y 65 civiles murieron por ataques insurgentes durante el primer semestre de 1966.
A pesar de cinco ataques insurgentes en las bases utilizadas por la Fuerza Aérea de los Estados Unidos en Tailandia, la participación estadounidense en el conflicto siguió siendo limitada. Vick, Alan (1995). [Snakes in the Eagle's Nest A History of Ground Attacks on Air bases]. Rand Corporation. pp. 80–4. ISBN 9780833016294.
El gobierno tailandés desplegó más de 12.000 soldados en las provincias del norte del país en enero de 1972, llevando a cabo una operación de seis semanas en la que murieron más de 200 militantes. Las bajas del gobierno durante la operación ascendieron a 30 soldados muertos y 100 heridos.
A finales de 1972, el Ejército Real Tailandés, la policía y las fuerzas de defensa voluntarias cometen los asesinatos de Tambor Rojo de más de 200 (informes informales hablan de hasta 3000) civiles acusados de apoyar a los comunistas en Tambon Lam Sai, provincia de Phatthalung, sur de Tailandia. La masacre probablemente fue ordenada por el Comando de Operaciones de Represión Comunista (CSOC) del gobierno.
Fue sólo un ejemplo "de un patrón de abuso de poder generalizado por parte del ejército y los organismos encargados de hacer cumplir la ley" durante las brutales operaciones anticomunistas de 1971-1973 que cobraron una cifra oficial de muertos de 3.008 civiles en todo el país. (mientras que las estimaciones no oficiales se sitúan entre 1.000 y 3.000 solo en la provincia de Phatthalung). Los muertos fueron acusados de trabajar con el CPT. Hasta ese momento, los sospechosos comunistas arrestados por los soldados solían recibir disparos al borde de la carretera. La técnica del "tambor de aceite rojo" se introdujo más tarde para eliminar cualquier posible evidencia. Los sospechosos fueron aporreados hasta un punto de semiconsciencia antes de ser arrojados en bidones de aceite usados llenos de gasolina y quemados vivos. Los bidones rojos de 200 litros tenían un divisor de rejilla de hierro con un fuego debajo y el sospechoso arriba.
El 6 de octubre de 1976, en medio de los crecientes temores de una toma del poder comunista similar a la que había tenido lugar en Vietnam, la policía anticomunista y los paramilitares atacaron una manifestación de estudiantes de izquierda en la Universidad de Thammasat en Bangkok, durante un incidente que se conoció como la  masacre del 6 de octubre de 1976. Según estimaciones oficiales, 46 estudiantes murieron y 167 resultaron heridos.
A partir de 1979, en medio del auge del nacionalismo tailandés y el deterioro de las relaciones entre China y Vietnam, el CPT entró en una grave confusión. El ala pro-vietnamita finalmente se separó y formó una facción separada llamada Pak Mai.
Los esfuerzos para poner fin a la insurgencia llevaron a que se declarara una amnistía el 23 de abril de 1980 cuando el primer ministro Prem Tinsulanonda firmó la Orden 66/2523. La orden contribuyó significativamente al declive de la insurgencia, ya que otorgó amnistía a los desertores y promovió la participación política y los procesos democráticos. En 1983, la insurgencia había llegado a su fin.